# Amos H. Jackson

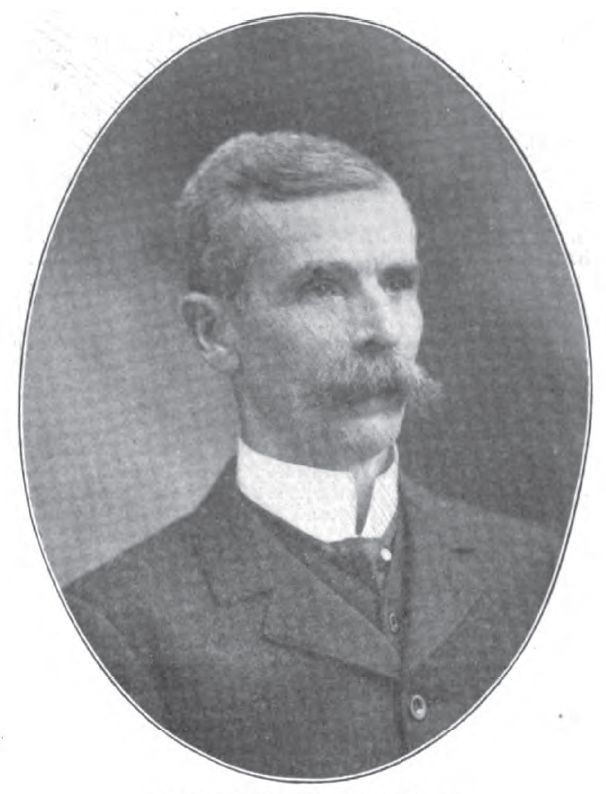
Amos H. Jackson

Amos Henry Jackson (* 10. Mai 1846 bei Franklin, Delaware County, New York; † 30. August 1924 in Fremont, Ohio) war ein US-amerikanischer Politiker. Zwischen 1903 und 1905 vertrat er den Bundesstaat Ohio im US-Repräsentantenhaus.

## Werdegang
Im Jahr 1854 zog Amos Jackson mit seinen Eltern nach Gibson und 1862 auf eine Farm bei Corning. Er besuchte die öffentlichen Schulen seiner jeweiligen Heimat. Im Jahr 1866 kam er nach Ohio, wo er für einige Jahre als Zimmermann arbeitete. Danach verkaufte er Kurzwaren von einem Verkaufswagen. Seit 1882 war er in Fremont ansässig, wo er wieder mit Kurzwaren handelte. Außerdem war er im Schuhgeschäft tätig. Später arbeitete er im Handwerk. Gleichzeitig schlug er als Mitglied der Republikanischen Partei eine politische Laufbahn ein. Zwischen 1897 und 1901 war er Bürgermeister der Stadt Fremont.
Bei den Kongresswahlen des Jahres 1902 wurde Jackson im 13. Wahlbezirk von Ohio in das US-Repräsentantenhaus in Washington, D.C. gewählt, wo er am 4. März 1903 die Nachfolge des Demokraten James A. Norton antrat. Da er im Jahr 1904 auf eine erneute Kandidatur verzichtete, konnte er bis zum 3. März 1905 nur eine Legislaturperiode im Kongress absolvieren. Nach seiner Zeit im US-Repräsentantenhaus arbeitete Jackson wieder im Handwerk. Im Jahr 1922 zog er sich in den Ruhestand zurück. Er starb am 30. August 1924 in Fremont, wo er auch beigesetzt wurde.